# Tramen Tepui
El Tramen Tepui  es un tepui en la parroquia Santa Elena de Uairén del Municipio Gran Sabana en el Estado de Bolívar en Venezuela. Forma parte de la cadena de Tepuyes Orientales y comprende dos grandes mesetas: la mayor Ilú-tepui (también deletreado Uru ) al sur y Tramen-tepui al norte. Con una elevación máxima de alrededor de 2.700 metros, Ilú-tepui es el más alto de los dos picos. Ambos tepuyes tienen abiertas mesetas rocosas de la cumbre, con un área de la cumbre combinada de 5,63 k2. Se encuentran justo al norte de  Karaurín-tepui.
Tramen-tepui fue escalado por primera vez por Scharlie Wraight y Stephen Platt el 24 de noviembre de 1981. En la cumbre construyeron montones de piedra y dejaron una nota con sus nombres y la fecha de su ascenso en un recipiente de plástico debajo del túmulo más prominente.